# Myotis handleyi
Myotis handleyi és una espècie de ratpenat de la família dels vespertiliònids i el gènere Myotis. És endèmic del nord de Veneçuela, on viu a altituds d'entre 1.050 i 2.150 msnm. És un ratpenat de petites dimensions, amb la llargada de l'avantbraç de 33,7–37,3 mm, la llargada de les orelles de 12–15 mm i un pes de fins a 6 g. S'alimenta d'insectes. Com que fou descoberta fa poc, encara no se n'ha avaluat l'estat de conservació.